# ジェヒョン (Golden Childのメンバー)
ジェヒョン（朝: 재현、中: 宰鉉、英: Jae Hyun、1999年1月4日 - ）は、韓国ソウル特別市出身で、ボーイズグループ・Golden Childのメンバーである。本名は、ボン・ジェヒョン（朝: 봉재현、中: 奉宰鉉、英: Bong Jae Hyun）。ポジションはサブボーカル。Woollimエンターテインメント所属。

## 来歴
1999年1月4日、ソウル特別市で誕生。
2015年にチョン・ジウ監督の映画「4等」に出演。
2017年8月28日にGolden Childのメンバーとしてデビュー。

## フィルモグラフィ

### 映画
- 4等（2016年）
- ソウル怪談（2022年）